# Bobby Campo
Robert Joseph Camposecco, meglio conosciuto come Bobby Campo (Wheeling, 9 marzo 1983), è un attore statunitense, meglio conosciuto per aver interpretato il ruolo di Nick O'Bannon nel film horror del 2009 The Final Destination 3D.
Ha inoltre interpretato il ruolo di Seth Branson nella serie tv Scream.

## Biografia
Bobby Campo è nato nella città della Virginia Occidentale Wheeling e risiede a St. Petersburg in Florida. Suo padre, di origini italiane, lavorava alla radio di Wheeling.

## Filmografia

### Cinema
- Ufficialmente bionde (Legally Blondes), regia di Savage Steve Holland (2009)
- The Final Destination 3D (Final Destination 4), regia di David R. Ellis (2009)
- Unbroken - La via della redenzione (Unbroken: Path to Redemption), regia di Harold Cronk (2018)

### Televisione
- Pipistrelli Vampiro (Vampire Bats), regia di Eric Bross – film TV (2005)
- Greek - La confraternita (Greek) – serie TV, episodi 1x11-1x12 (2008)
- Law & Order - Unità vittime speciali (Law & Order: Special Victims Unit) – serie TV, episodio 11x03 (2009)
- Mental – serie TV, episodio 1x08 (2009)
- CSI: Miami – serie TV, episodio 8x05 (2009)
- Quando l'amore sboccia a Natale (Love's Christmas Journey), regia di David S. Cass Sr. - film TV (2011)
- Being Human – serie TV, 6 episodi (2013)
- Justified – serie TV, episodio 4x11 (2013)
- Grey's Anatomy – serie TV, episodi 10x01-10x02 (2013)
- Masters of Sex – serie TV, episodio 1x03 (2013)
- La sposa di neve (Snow Bride), regia di Bert Kish  - film TV (2013)
- CSI - Scena del crimine (CSI: Crime Scene Investigation) – serie TV, episodio 15x14 (2015)
- Scream – serie TV, 11 episodi (2015-2016)
- Il Natale del vero amore (My Christmas Love), regia di Jeff Fisher - film TV (2016)
- Saltwater, regia di A.B. Stone - film TV (2018)
- La boutique di Natale (Sharing Christmas), regia di Peter Sullivan - film TV (2017)
- Criminal Minds – serie TV, episodio 13x18 (2018)
- Christmas Camp, regia di Jeff Fisher - film TV (2018)
- Nightmare Shark, regia di Griff Furst e Nathan Furst - film TV (2018)

## Doppiatori italiani
Nelle versioni in italiano delle opere in cui ha recitato, Bobby Campo è stato doppiato da:
- Edoardo Stoppacciaro in Law & Order - Unità vittime speciali
- Stefano Onofri in CSI: Miami
- Davide Perino in The Final Destination 3D
- Lorenzo De Angelis in La sposa di neve
- Leonardo Graziano in Grey's Anatomy
- Massimo Triggiani in Scream (s.1)
- Riccardo Scarafoni in Scream (s.2)